# 19393 Davidthompson
19393 Davidthompson è un asteroide della fascia principale. Scoperto nel 1998, presenta un'orbita caratterizzata da un semiasse maggiore pari a 2,3890508 UA e da un'eccentricità di 0,0585741, inclinata di 5,80566° rispetto all'eclittica.